# 林允 (明朝)
林允（15世紀—16世紀），字善信，廣東廣州府增城縣龜峰舖人，明朝政治人物。

## 生平
弘治二年（1489年），林允中式廣東鄉試第六十二名舉人，授陽朔教諭，以孝友教育士子，陞荊門州知州，為政廉平，得州人傳頌。因剛直忤逆上級，降調沔陽州學正，轉任永興縣知縣，陞靖州知州時推辭不赴任，在家鄉以義對待民眾，嚴勵教育子弟。兄長林元、從子林以良都是舉人；次子林鸞為邑庠生，孫子林耀以軍功世襲增城所百戶，加陞守備，人稱林家為一門之盛。

## 引用
1. ↑  《弘治二年己酉科廣東鄉試錄》
2. 1 2  嘉慶《增城縣志·卷十三·人物》：林允，字善信，龜峰舖人，宏治己酉舉人，選授陽朔教諭，以孝友實行式多士，擢知荊門州，政尚廉平，州人誦之，以直忤上官左遷沔陽學正，轉永興令，遷靖州辭不赴，居鄉義以處眾，嚴以訓族。長兄元、從子以良俱領鄉薦，歷州郡所至著政聲；次子鸞邑庠生，冡孫耀以軍功世襲增城所百戶，加陞守備，明新和俱為名諸生，人稱一門之盛。